# Lizzie Bordenová
Lizzie Andrew Bordenová (nepřechýleně Borden; 19. července 1860 Fall River – 1. července 1927 Fall River) byla Američanka souzená za vraždu svého otce a nevlastní matky. Vraždy se staly 4. srpna 1892 ve Fall River v Massachusetts a nikdo za ně nebyl odsouzen. Lizzie byla zproštěna viny a i přes ostrakismus obyvatel města zůstala ve Fall River po zbytek svého života. Zemřela vě věku 66 let na zápal plic, pár dní před úmrtím své starší sestry Emmy.
Vraždy Bordenových a následný soud měly velkou publicitu napříč Spojenými státy a staly se tématem americké populární kultury, která přetrvává do současnosti.

## Život

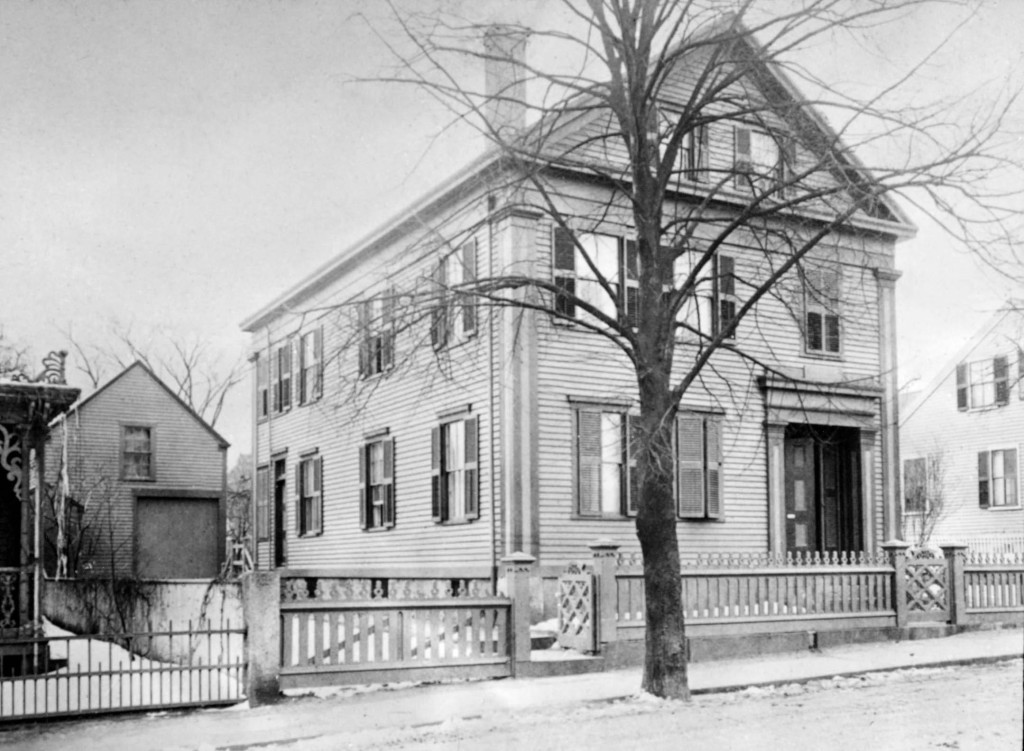
Dům Bordenových na 92 Second Street ve Fall River v Massachusetts

Lizzie Andrew Borden se narodila 19. července 1860 ve Fall River v Massachusetts. Její rodiče byli Sarah Anthony Bordenová (rozená Morseová; 1823–1863) a Andrew Jackson Borden (1822–1892). Její otec, Angličan s velšskými kořeny, vyrostl ve velmi skromných podmínkách a v mládí se potýkal s finančními problémy, přestože byl potomkem místních bohatých a vlivných obyvatel. Nakonec prosperoval ve výrobě a prodeji nábytku a rakví, načež se stal úspěšným stavebním podnikatelem. Byl ředitelem několika textilek a vlastnil značný obchodní majetek. Byl také ředitelem bank Union Savings Bank a ředitelem Durfee Safe Deposit and Trust Co. Jeho majetek měl v době jeho smrti hodnotu 300 tisíc dolarů (ekvivalent 9 milionů dolarů v roce 2021). Navzdory bohatství byl Andrew Borden známý svou šetrností. Například v domě Bordenových nebyla zavedena voda, ačkoliv v té době šlo již o běžný standard bohatých domácností.
Lizzie a její starší sestra Emma Lenora Bordenová (1851–1927) byly vychovány v relativně náboženském duchu a navštěvovaly Ústřední kongregační církev. Lizzie se v mládí velmi angažovala v církevních aktivitách, včetně výuky dětí imigrantů v nedělní škole. Angažovala se v náboženských organizacích jako byla Společnost křesťanského úsilí, pro niž pracovala jako sekretářka-pokladník, a v tehdejších sociálních hnutích jako byla Ženská křesťanská unie střídmosti. Byla také členkou Dámské ovocné a květinové mise.
V roce 1866, po třech letech od smrti její matky Sarah, se Andrew Borden znovu oženil s Abby Dufee Grayovou (1828–1892). Lizzie uvedla, že svou nevlastní matku oslovovala jako „Mrs. Borden“ a věřila, že si Abby vzala jejího otce pouze pro peníze. Služka Bridget Sullivanová (zvaná Maggie), které bylo 25 let a do USA se přistěhovala z Irska, dosvědčila, že Lizzie a Emma jen zřídka jedly jídlo se svými rodiči. V květnu 1892 Andrew Borden zabil ve své stodole sekerou několik holubů, protože byl přesvědčen, že lákají místní děti, aby je lovily. Lizzie krátce předtím holubům postavila úkryt a často se vyprávělo, že ji jejich zabití rozrušilo, ovšem toto tvrzení nelze ověřit. V červenci 1892 se rodina pohádala, což přimělo obě sestry prodloužit své „prázdniny“ v New Bedford. Před návratem do Fall River, týden před vraždami, se Lizzie rozhodla zůstat čtyři dny v místní ubytovně, než se vrátila do rodinného domu.
Napětí v rodině Bordenových rostlo již měsíce před vraždami, zejména proto, že Andrew rozdával dary v podobě nemovitostí různým větvím Abbyiny rodiny. Poté co její sestra dostala dům, Lizzie a Emma si vyžádaly a získaly nájemní nemovitost (dům kde žili před smrtí své matky), kterou od svého otce získaly za 1 dolar, a kterou několik týdnů před vraždami prodaly zpět svému otci za 50000 dolarů (ekvivalent 151 000 v roce 2021). Den před vraždami rodinu navštívil John Vinnicum Morse, bratr Lizziny a Emminy zemřelé matky, který byl pozván, aby se zdržel několik dní a probral obchodní záležitosti se svým švagrem.
Několik dnů před vraždami byla celá domácnost velmi nemocná. Rodinný přítel později spekuloval, že příčinou mohlo být skopové maso, které zůstalo na sporáku, aby se užívalo několik dní, ale Abby se obávala otravy, protože Andrew nebyl zrovna oblíbený.

## Vraždy

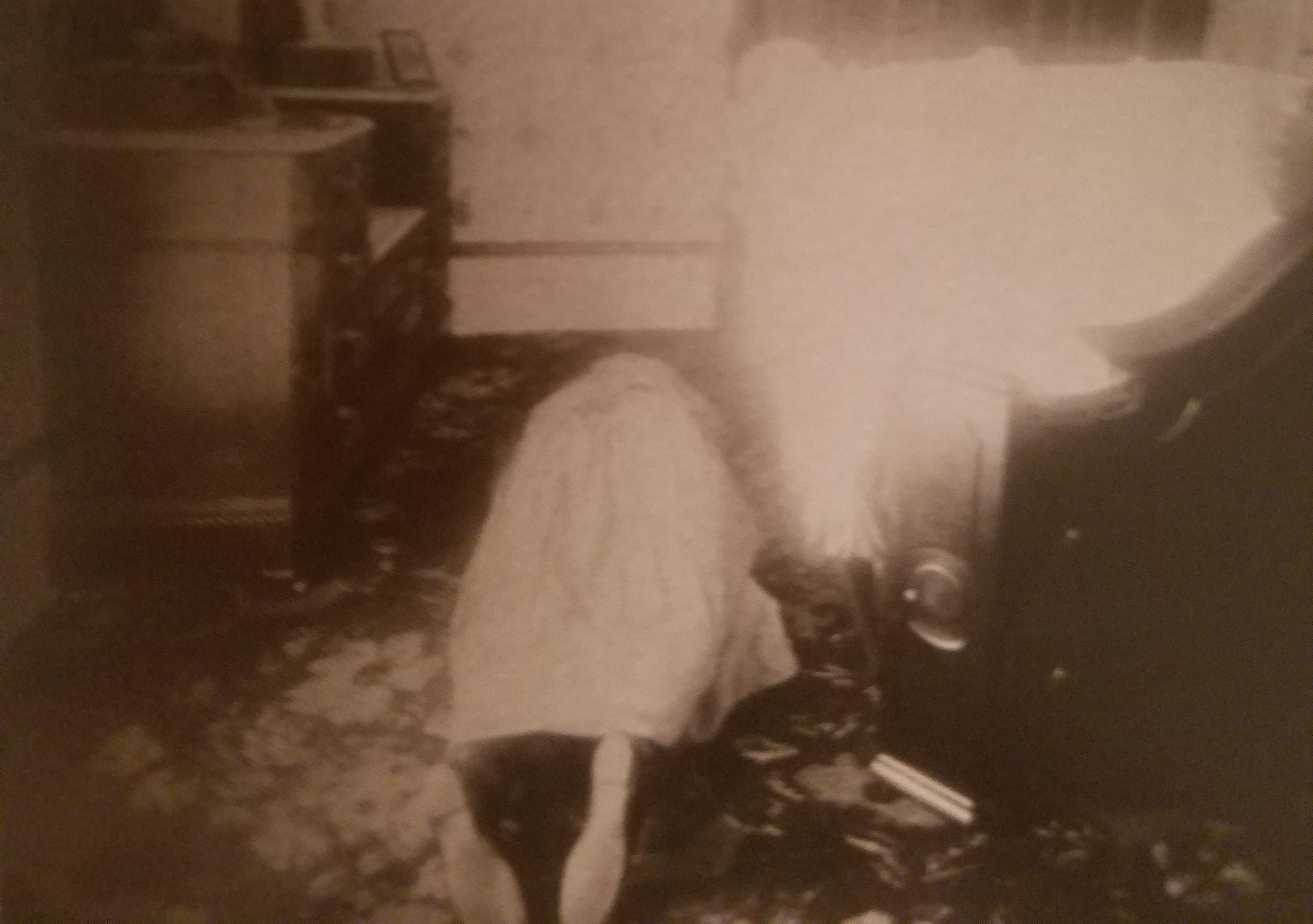
Tělo Abby Bordenové (4. 8. 1892)

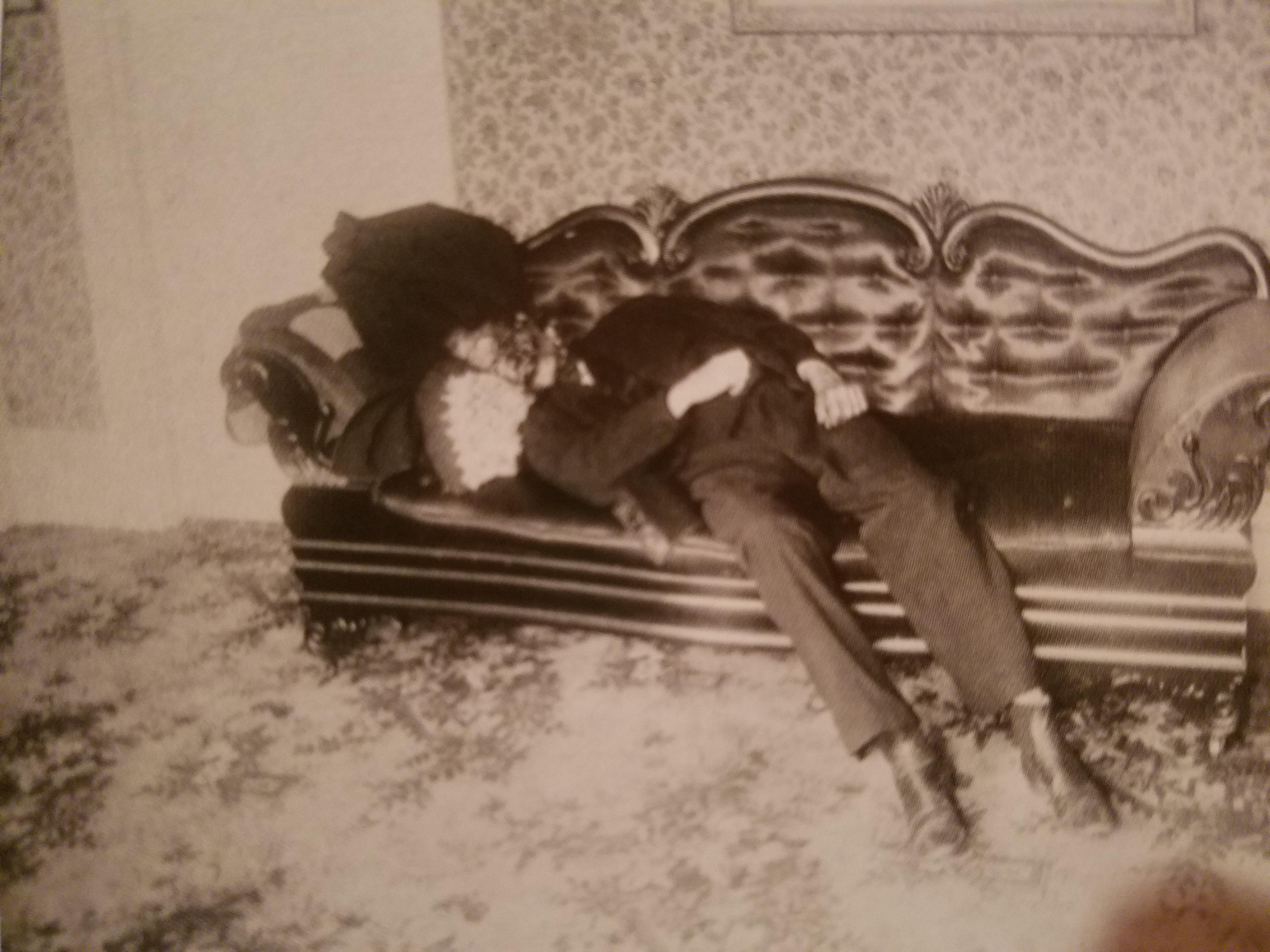
Tělo Andrewa Bordena (4. 8. 1892)

### 4. srpna 1892
John Morse přijel večer 3. srpna a přespal v pokoji pro hosty. Druhý den po snídani, u níž byli přítomni Andrew, Abby, Lizzie, John a služka Bridget „Maggie“ Sullivanová, šel s Andrewem do obývacího pokoje, kde si téměř hodinu povídali. Morse odešel okolo 8:48 hodin, aby si koupil pár volů a navštívil svou neteř ve Fall River. Plánoval, že se k Bordenovým vrátí v poledne na oběd. Andrew odešel na ranní procházku kolem 9 hodiny.
Ačkoli úklid pokoje pro hosty patřil mezi práce Lizzie a Emmy, pokoj šla uklidit Abby a to mezi devátou a půl jedenáctou hodinou. Dle forenzního vyšetřování, Abby v době útoku stála čelem ke svému vrahovi. Byla zasažena ze strany do hlavy sekerou těsně nad uchem, což způsobilo, že se otočila a spadla tváří na podlahu, čímž si způsobila pohmožděniny na nose a na čele. Vrah ji pak několikrát uděřil, uštědřil jí 17 přímých zásahů do zadní části hlavy, což způsobilo její smrt.
Když se Andrew vrátil okolo půl jedenácté, nepodařilo se mu otevřít dveře klíčem, proto zaklepal. Služka Maggie Sullivanová šla odemknout dveře. Když zjistila, že jsou zaseklé, zaklela. Později v jejím svědectví sdělila, že slyšela jak se Lizzie směje. Neviděla ji, ale prohlásila, že smích přicházel z vrcholu schodiště. To bylo považováno za důležité, neboť Abby byla v té době již mrtvá a její tělo bylo viditelné pro kohokoliv ve druhém patře domu. Lizzie později popřela, že by byla nahoře a vypověděla, že se jí otec zeptal, kde je Abby, na což odpověděla, že poslíček Abby doručil pozvání k návštěvě nemocné přítelkyně.
Lizzie uvedla, že poté sundala otci boty a pomohla mu do pantoflí, než si lehl na pohovku, aby si zdříml. Poté informovala Maggie o výprodeji v obchodním domě a nabídla jí, že může jít, ale té nebylo dobře a šla si místo toho zdřímnout do své ložnice.
Maggie Sullivanová dosvědčila, že byla ve svém pokoji ve 3. patře a odpočívala poté, co umyla okna, než krátce před 11:10 hodinou uslyšela Lizzie z přízemí jak volá „Maggie, pojď rychle! Otec je mrtvý. Někdo přišel a zabil ho.“ Andrew Borden byl zhroucený na gauči v obývacím pokoji v přízemí, kde byl 10 či 11 krát zasažen do hlavy sekerou. Jedno z jeho očí bylo čistě rozpůleno vedví což naznačuje, že spal, když byl zasažen. Jeho stále krvácející rány, vypovídaly o velmi nedávném útoku. Rodinný lékař Dr. Bowen, který se dostavil ze svého domu naproti přes ulici, prohlásil obě oběti za mrtvé. Detektivové odhadli, že Andrewova smrt nastala přibližně v 11:00 hodin.

### Vyšetřování
Lizziiny počáteční odpovědi na otázky policistů byly občas podivné a protichůdné. Zpočátku sdělila, že před vstupem do domu slyšela sténání, škrábání nebo volání o pomoc. O dvě hodiny později policii řekla, že neslyšela nic a vstoupila do domu, aniž by si uvědomila, že je něco v nepořádku. Když byla dotázána, kde je její nevlastní matka, vzpomněla si, že Abby dostala psaní s žádostí o návštěvu nemocné přítelkyně. Také uvedla, že si myslela, že se Abby vrátila a zeptala se, zda by se po ní někdo mohl jít podívat nahoru do patra. Maggie Sullivanová a sousedka paní Churchillová v půli schodiště s pohledem na úrovni podlahy, když v pokoji pro hosty uviděli ležet Abby s tváří na podlaze.
Většina policistů, kteří vyslýchali Lizzie Bordenovou, uvedla, že se jim nelíbilo její chování. Někteří sdělili, že byla příliš klidná a vyrovnaná. I přes její chování a změny ve výpovědi, nikdo se neobtěžoval Lizzie zkontrolovat a podívat se, zda na sobě nemá stopy od krve. Policisté prohledali její pokoj, ovšem pouze zběžně. U soudu přiznali, že neprovedli řádnou prohlídku, protože se Lizzie necítila dobře. Následně byli kritizování za nedostatek pečlivosti.
Ve sklepě policie našla dvě sekery a hlavu sekery s rozbitou rukojetí. Právě rozbitá sekera byla považována za možnou vražednou zbraň, protože prasklina v rukojeti se zdála být čerstvá a prach a popel na hlavě sekery, se zdál být záměrně nastražený, aby to vypadalo, že je nástroj ve sklepě už delší dobu. I přesto žádný z nástrojů nebyl z domu odnesen. Kvůli záhadné nemoci, která sužovala rodinu před vraždami, byly mléko z domácnosti a obsahy žaludků Abby a Andrewa (pitva byla provedena v jídelně Bordenových), otestovány na přítomnost jedu. Žádný nebyl nalezen. Místní obyvatelé podezřívali Lizzie z nákupu „kyseliny kyanovodíkové ve zředěné formě“ v místní lékárně. Bránila se, že se na kyselinu poptávala, aby si mohla vyčistit kožešiny (i přes svědectví místního soudního lékaře, že nemá antiseptické vlastnosti).
Přítelkyně Lizzie a Emmy, Alice Rusellová, se rozhodla, že s nimi po vraždách zůstane přes noc, zatímco Morse strávil noc v podkrovním pokoji pro hosty. Policie byla rozmístěna kolem domu v noci 4. srpna. Jeden policista sdělil, že viděl Lizzie, jak společně s Alice Rusellovou vchází do sklepa nesouce petrolejovou lampu a vědro na pomeje. Uvedl že viděl obě ženy odejít ze sklepa, kam se poté Lizzie vrátila sama. Ačkoliv nebyl schopen vidět co dělá, uvedl, že to vypadalo, že se skláněla nad umyvadlem.
Morse opustil dům 5. srpna, ale začali jej obtěžovat stovky lidí, proto ho policie eskortovala zpátky do domu. Dne 6. srpna policie provedla důkladnější prohlídku domu. Prohlédla oblečení sester a zabavila hlavu zlomené sekery. Toho večera Bordenovy navštívil policista a starosta, kteří Lizzie informovali, že je podezřelá z vražd. Druhý den ráno, Alice Russel vstoupila do kuchyně a našla Lizzie jak trhá šaty. Lizzie vysvětlila, že je plánovala spálit, protože byly špinavé od barvy. Nikdy nebylo objasněno, zda to byly šaty, které na sobě měla v den vražd.

### Vyhodnocení

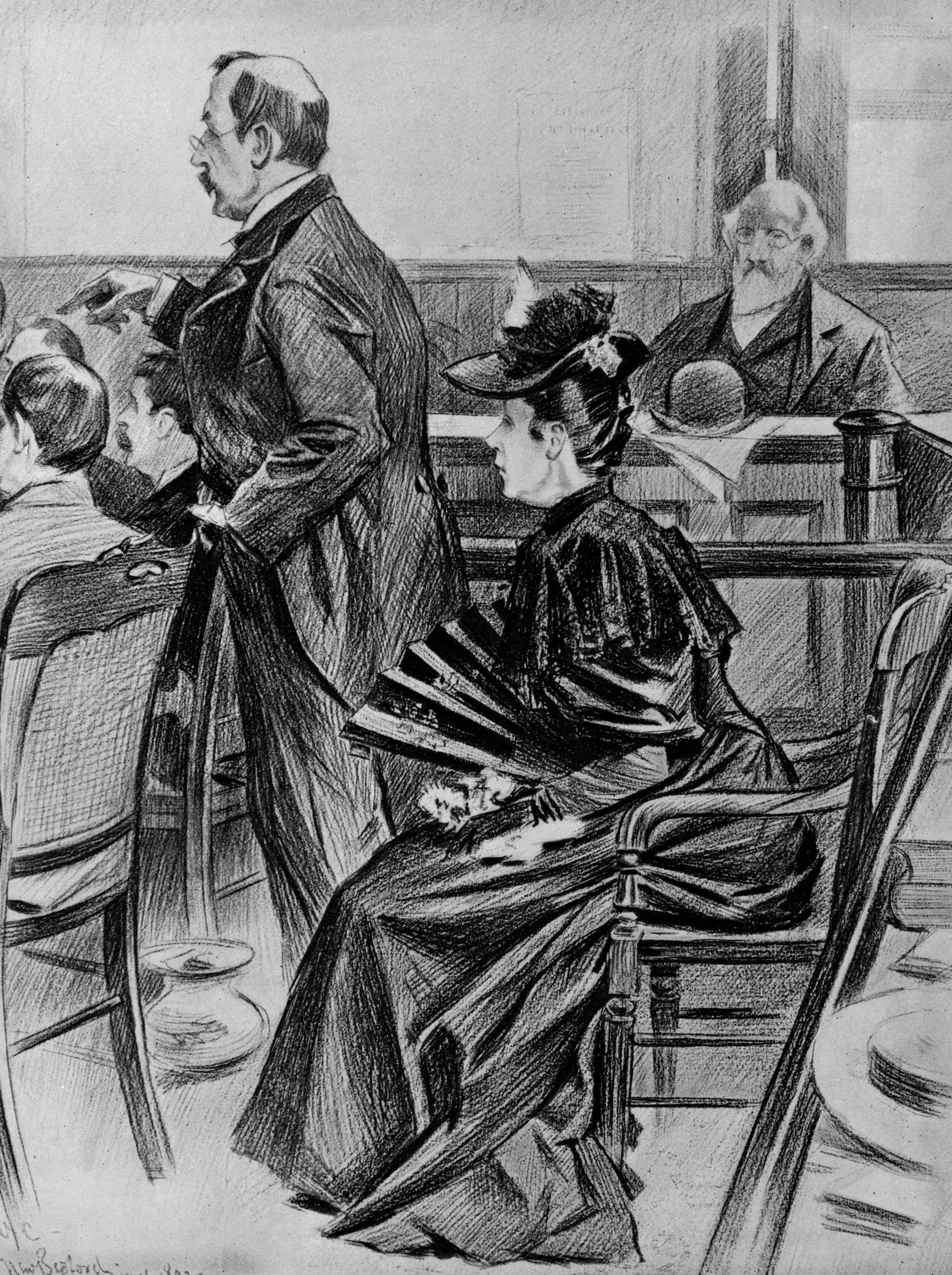
Lizzie Bordenová během soudu – Benjamin West Clinedinst

Lizzie Bordenová se dostavila na vyšetřovací slyšení 8 srpna. Její žádost, aby byl přítomen její rodinný právní zástupce, byla zamítnuta podle státního zákona, který stanovoval, že vyšetřování musí proběhnout v soukromí. Měla předepsané pravidelné dávky morfia na uklidnění nervů což mohlo ovlivnit její svědectví. Její chování bylo nevyzpytatelné a často odmítala odpovědět na otázku, i když pro ni byla odpověď přínosná. Často si protiřečila a střídavě vyprávěla o dotyčném ránu. Například říkala, že když její otec přišel domů, byla v kuchyni a četla si časopis, pak řekla, že byla v jídelně a žehlila, a poté sdělila, že šla dolů ze schodů. Také řekla, že sundala otci boty a nasadila mu pantofle, ale policejní fotografie jasně ukazují, že měl boty stále na sobě.
Okresní státní zástupce byl během procesu velmi agresivní a konfrontační. Dne 11. srpna byl Lizzie doručen zatykač. Vyšetřovací svědectví, základ moderní debaty o její vině či nevině, bylo později u jejího soudu v červnu 1893 prohlášeno za nepřípustné. Tehdejší články v novinách uváděly, že Lizzie měla „bezcitné chování“ a „kousala se do rtů, zrudla a sklonila se k právníkovi Adamsovi“. Bylo také oznámeno, že svědectví poskytnuté v rámci vyšetřování „způsobilo změnu názoru mezi jejími přáteli, kteří až dosud důrazně trvali na její nevině.“ Vyšetřování se dostalo značné pozornosti tisku na celostátní úrovni, včetně rozsáhlého třístránkového zápisu v The Boston Globe. Velká porota zahájila slyšení 7. listopadu a Lizzie Bordenová byla obžalována 2. prosince 1892.

### Soud a zproštění viny

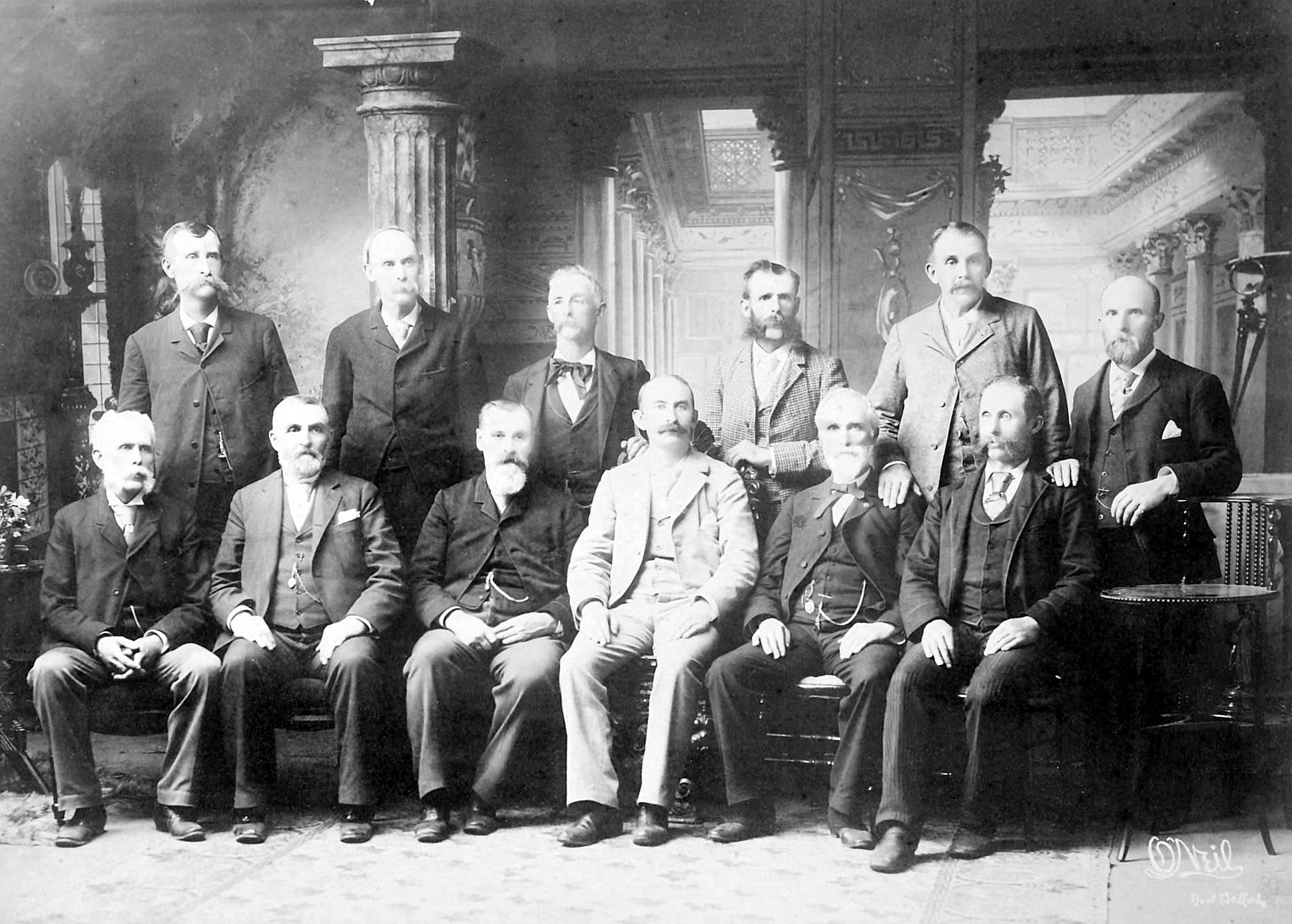
Soudní porota, která Lizzie Bordenovou zprostila viny

Soud se konal v New Bedford počínaje 5. červnem 1893. Žalobci byli Hosea M. Knowlton a budoucí soudce nejvyššího soudu spojených států William H. Moody; obhájci byli Andrew V. Jennings, Melvin O. Adams a bývalý guvernér Massachusetts, George D. Robinson. Pět dní před zahájením procesu, 1. června 1893, došlo ve Fall River k další vraždě sekerou. Tentokrát byla obětí Bertha Manchester, která byla nalezena rozsekaná ve své kuchyni. Podobnosti mezi vraždami Manchester a Bordenových byly nápadné a porotci si jich všimli. Nicméně, bylo rozhodnuto, že Jose Correa de Mello, portugalský přistěhovalec, později v roce 1894 odsouzený za vraždu Berthy Manchesterové, v době vražd Bordenových nebyl v blízkosti Fall River.
Významným bodem diskuse v procesu (či o ní v tisku) byla sekerka nalezená ve sklepě, u které obžaloba přesvědčivě neprokázala, že jde o vražednou zbraň. Prokurátoři tvrdili, že vrah odstranil rukojeť, protože by byla celá od krve. Jeden policista vypověděl, že rukojeť sekery byla nalezena poblíž hlavy sekery, ale jiný policista to popřel. Ačkoli na místě činu nebylo nalezeno žádné zakrvácené oblečení, Alice Russell vypověděla, že 8. srpna 1892 byla svědkem, jak Lizzie Bordenová spálila šaty v kuchyňském sporáku a řekla, že se zničily, když se otřela o mokrou barvu. V průběhu procesu se obhajoba nikdy nepokusila toto tvrzení zpochybnit.
Přítomnost Lizzie Bordenové v domě byla také předmětem sporu během procesu. Podle svědectví Maggie Sullivanové vyšla do druhého patra kolem 10:58 a nechala Lizzie a jejího otce dole. Lizzie řekla několika lidem, že v tuto chvíli šla do stodoly a nebyla v domě „20 minut nebo možná půl hodiny“. Hyman Lubinsky svědčil při obhajobě, že viděl Lizzie odcházet ze stodoly v 11:03 a Charles Gardner potvrdil čas. V 11:10 Lizzie zavolala Sullivanovou dolů, řekla jí, že Andrew byl zavražděn, a nařídila jí, aby nevstupovala do místnosti; místo toho ji poslala pro doktora.
Hlavy obou obětí byly odejmuty během pitvy a lebky byly během procesu přijaty jako důkazy, jenž byly u soudu prezentovány 5. července 1893. Když je Lizzie spatřila v soudní síni, omdlela. Důkazy o tom, že se snažila koupit kyselinu prusovou (kyanovodík), údajně pro čištění pláště z tulení kůže, den před vraždami, byly vyloučeny místním lékárníkem. Soudce rozhodl, že incident byl příliš vzdálený, aby měl nějakou souvislost.
Předsedající přísedící soudce Justin Dewey, přednesl dlouhé shrnutí, na podporu své obhajoby proti porotě, než byla odeslána k poradě 20. června 1893. Po hodině a půl jednání porota zprostila Lizzie Bordenovou viny z vražd. Po odchodu ze soudní budovy řekla novinářům, že je „nejšťastnější ženou na světě“.
Soudní proces byl srovnáván s pozdějšími procesy s Brunem Hauptmannem, Ethel a Juliusem Rosenbergovými a O.J. Simpsonem, jako mezník v mediálním a veřejném zájmu v historii amerického soudního řízení.

## Spekulace
Přestože byla Lizzie Bordenová u soudu zproštěna viny, zůstává hlavní podezřelou z vražd jejího otce a nevlastní matky. Spisovatelka Victoria Lincolnová v roce 1967 navrhla, že Lizzie mohla spáchat vraždy ve stavu disociativní fugy. Dalším výrazný návrh byl, že byla otcem fyzicky a sexuálně zneužívána, což ji dohnalo k tomu, aby ho zabila. Existuje jen málo důkazů, které by to podpořily, ale incest není téma, o kterém by se v té době diskutovalo, a metody shromažďování fyzických důkazů by byly v roce 1892 zcela odlišné. Tato možnost byla naznačena v místních novinách v době vražd a byla znovu přezkoumána vědkyní Marciou Carlisleovou v eseji z roku 1992.
Autor záhad Ed McBain ve svém románu Lizzie z roku 1984 navrhl, že Lizzie spáchala vraždy poté, co byla přistižena při schůzce s Maggie Sullivanovou. McBain své spekulace rozvedl v rozhovoru z roku 1999, kdy spekuloval, že Abby přistihla Lizzie a Sullivanovou spolu, načež Abby reagovala hrůzou a znechucením a Lizzie ji zabila svícnem. Když se Andrew Borden vrátil, přiznala se mu, ale ve vzteku ho zabila sekerou, když reagoval přesně jako Abby. McBain dále spekuluje, že Sullivanová sekeru poté někde zlikvidovala. V pozdějších letech se o Lizzie Bordenové šuškalo, že je lesba, což se ovšem neříkalo o Maggie Sullivanové, která si po vraždách našla jiné zaměstnání a později se provdala za muže, kterého potkala, když pracovala jako pokojská v Butte v Montaně. Zemřela v Butte v roce 1948, kde se údajně na smrtelné posteli přiznala své sestře a uvedla, že před porotou změnila své svědectví, aby Lizzie ochránila.
Dalším významným podezřelým je John Morse, Lizzin strýc z matčiny strany, který se po smrti své sestry s rodinou jen zřídka setkal, ale noc před vraždami spal v domě. Podle policie Morse poskytl „absurdně dokonalé a příliš podrobné alibi pro dobu smrti Abby Bordenové“. Po určitou dobu byl policií považován za podezřelého.
Mezi další známé osoby potenciálně podezřelé ze zločinů patří Maggie Sullivanová. Z její strany to mohla být pravděpodobná odveta za to, že jí bylo nařízeno vyčistit okna v horkém dni, neboť den vražd byl neobvykle horký a Sullivanová se stále ještě zotavovala ze záhadné nemoci, která zasáhla domácnost. Muž jménem William Borden, podezřelý, že je Andrewovým nemanželským synem, byl označen jako možný podezřelý spisovatelem Arnoldem Brownem. Ten ve své knize Lizzie Borden: The legend, the truth, the final chapter uvedl, že se William pokusil vymámit peníze od svého otce. Autor Leonard Rebello však provedl rozsáhlý výzkum Williama Bordena a dokázal prokázat, že nebyl synem Andrewa Bordena. Přestože Emma měla alibi ve Fairhavenu (asi 24 km od Fall River), spisovatel kriminálních činů Frank Spiering ve své knize Lizzie z roku 1984 navrhl, že by mohla tajně navštívit rezidenci, aby zabila své rodiče, než se vrátí do Fairhavenu, aby přijala telegram, který ji informoval o vraždách.

## Pozdější život
Po soudu se sestry Bordenovy přestěhovaly do velkého, moderního domu ve čtvrti The Hill ve Fall River. V této době začala Lizzie používat jméno Lizbeth A. Bordenová. V jejich novém domě, který Lizbeth nazvala „Maplecroft“, měly personál, který zahrnoval služebné, hospodyni a kočího. Protože Abby zemřela před Andrewem, její majetek připadl nejprve Andrewovi a poté, po jeho smrti, přešel na jeho dcery jako součást jeho majetku. Značné vyrovnání však bylo zaplaceno za vyrovnání nároků Abbyiny rodiny.
Navzdory osvobozujícímu rozsudku byla Lizzie vyloučena ze společnosti ve Fall River. Její jméno se znovu dostalo do povědomí veřejnosti, když byla v roce 1897 obviněna z krádeže v obchodě v Providence na Rhode Islandu. V roce 1905, krátce po hádce kvůli večírku, který Lizbeth uspořádala pro herečku Nance O'Neil, se Emma odstěhovala z domu a svou sestru už nikdy neviděla.
V jejím posledním roce onemocněla po odstranění žlučníku. Zemřela na zápal plic 1. června 1927 ve Fall River. Podrobnosti o pohřbu nebyly zveřejněny a zúčastnilo se ho jen málo lidí. O devět dní později zemřela Emma Bordenová na chronickou nefritidu ve věku 76 let v pečovatelském domě v Newmarketu v New Hampshire, kam se přestěhovala v roce 1923, a to jak ze zdravotních důvodů, tak i proto, aby se vyhnula nové pozornosti po zveřejnění další knihy o vraždách. Sestry, z nichž ani jedna se nikdy neprovdala, byly pohřbeny bok po boku na rodinném pozemku na hřbitově Oak Grove.

## V kultuře

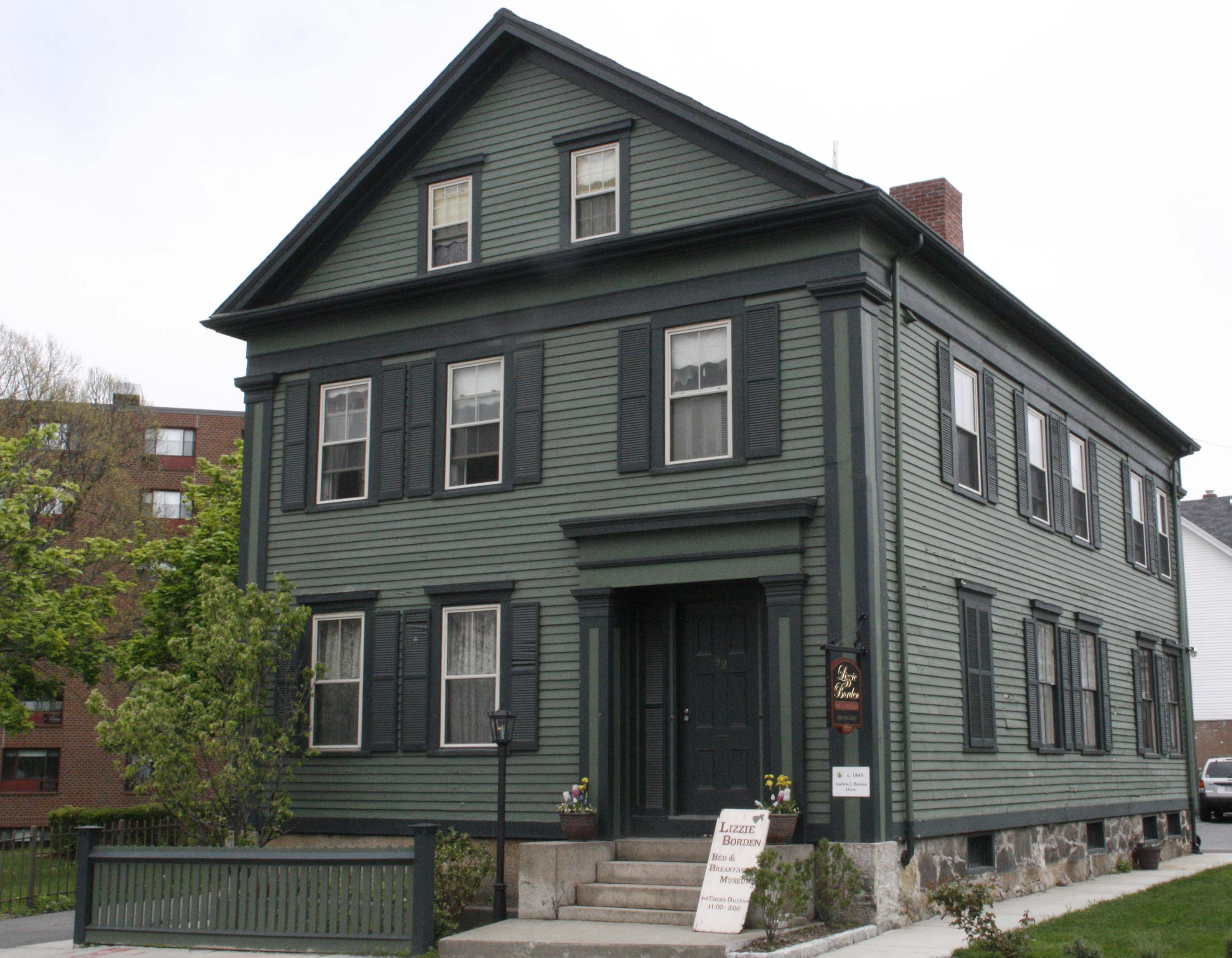
Dům Bordenových (2009)

Učenkyně Ann Schofieldová poznamenala, že „příběh Lizzie Bordenové měl tendenci nabývat jedné nebo druhé ze dvou fiktivních forem: tragický románek a feministické hledání... Příběh byl vytvořen a přetvořen prostřednictvím rýmu a fikce přejímající vlastnosti populárního amerického mýtu nebo legendy, které účinně spojují přítomnost s minulostí.“
V domě Bordenových je nyní muzeum a funguje také jako penzion jehož interiér je slazený do stylu 90. let 19. století. Části důkazů použitých při soudním procesu včetně hlavy sekery uchovává Společnost historie ve Fall River.

### Rýmovačka
Případ se zapsal do paměti oblíbenou rýmovačkou při skákání přes švihadlo, přejímající melodii tehdy populární písně „Ta-ra-ra Boom-de-ay“. Podle folklóru rýmovačku vytvořil anonymní skladatel jako melodii pro prodej novin.
Lizzie Borden took an axe
and gave her mother forty whacks.
When she saw what she had done,
she gave her father forty-one.
Andrew Borden now is dead,
Lizzie hit him on the head.
Up in heaven he will sing,
on the gallows she will swing.

### Vyobrazení

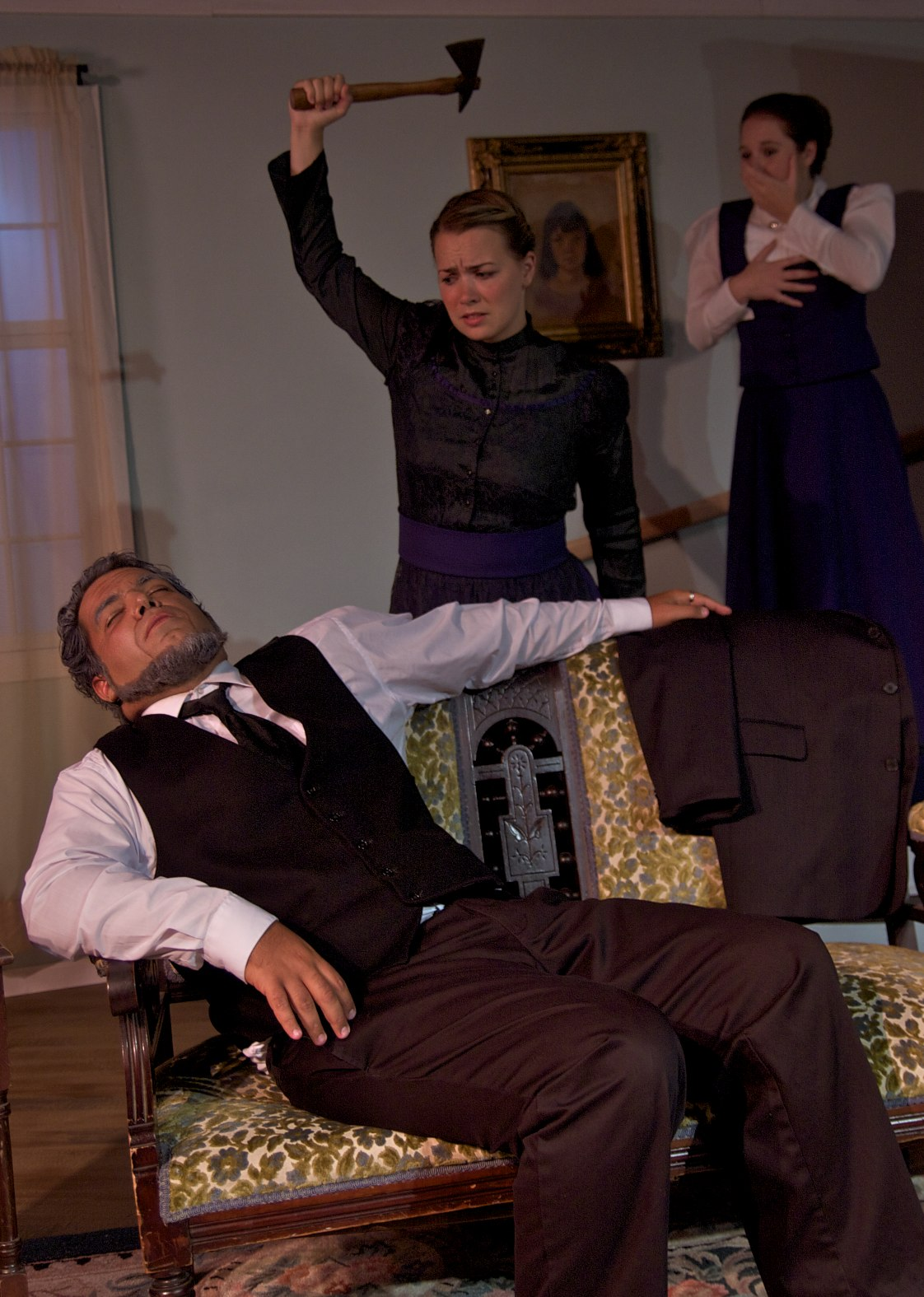
Snímek z divadelní hry Blood Relations od Sharon Pollockové (2009)

Lizzie Bordenová byla vyobrazena v hudbě, rádiu, filmu, divadle a televizi, často ve spojení s vraždami, z nichž byla zproštěna viny.
Mezi její nejranější portréty na jevišti patří divadelní hra Johna Coltona a Carletona Milese Nine Pine Street z rohu 1933, ve které Lillian Gishová hrála postavu Effie Holdenové, jenž je napsaná podle Lizzie Bordenové. Hra nebyla úspěšná a měla pouze 28 repríz. V roce 1947 Lillian de la Torre napsala jednoaktovku Goodbye, Miss Lizzie Borden (překlad: Sbohem, slečno Lizzie Bordenová).
Mezi další převyprávění patří muzikál na Broadwayi New Faces of 1952 s číslem „Lizzie Borden“, které zpodobňuje zločiny, také balet Agnes De Milleové Fall River Legend (1948) a opera Lizzie Borden (1965) Jacka Beesona. Další divadelní hry založené na případu vražd Bordenových jsou Blood Relations (1980) Sharon Pollockové, která byla realizována i jako televizní film Lizzie Borden, a další muzikálová adaptace, v níž účinkovala Alison Fraserová.
Carmen Matthewsová si zahrála Lizzie Bordenovou v 1. epizodě televizního seriálu Alfred Hitchcock uvádí, po boku Joan Lorringové (Emma) a Pat Hitchcockové (Margaret). Epizoda byla vysílána 22. ledna 1957. Odehrává se v roce 1893, kdy se odhodlaná reportérka snaží se o rozhovor se sestrami Bordenovými jeden rok po vraždách a nakonec odhalí, že pachatelkou byla Emma.
Dne 24. března 1957 v epizodě televizního seriálu Omnibus, byly prezentovány dvě odlišné adaptace příběhu Lizzie Borden: první divadelní hra „The Trial of Lizzie Borden“ s Katharine Bard jako Lizzie; druhá baletní produkce Fall River Legend s Norou Kaye jako „Obžalovanou”. V roce 1959 divadelní hra The Legend of Lizzie Reginalda Lawrence, získala chválu za Anne Meacham v titulní roli, ale i přesto skončila po pouhých dvou reprízách.
Folková pěvecká skupina The Chad Mitchell Trio nahrála v roce 1961 v duchu černého humoru skladbu „Lizzie Borden“ pro své album Mighty Day on Campus. Jako single se v roce 1962 dostala na 44. příčku v žebříčku Billboard Hot 100.
Vysílací společnost ABC si objednala televizní film The Legend of Lizzie Borden (1975), v němž vstoupila Elizabeth Montgomeryová jako Lizzie Bordenová, Katherine Helmondová jako Emma Bordenová a Fionnula Flanaganová jako Bridget Sullivanová. Teprve až po smrti Elizabeth Montgomeryové bylo zjištěno, že ona a Lizzie Bordenová byly vzdáleně příbuzné.
Televizní síť Lifetime produkovala televizní film Dvojnásobná vražedkyně Lizzie Bordenová (2014), ve kterém si hlavní roli Lizzie Bordenové zahrála Christina Ricci. Po něm následovala televizní minisérie The Lizzie Borden Chronicles (2015), která vyobrazila fiktivní život Bordenových po soudu. V roce 2018 byl uveden film Lizzie s Chloë Sevigny jako Lizzie a Kristen Stewartovou jako Bridget Sullivanovou, který vyobrazil lesbické spojení mezi Bordenovou a Sullivanovou, které vedlo k vraždám.
V roce 2015 byla vysílána epizoda „Thin Lizzie“ televizního seriálu Lovci duchů, ve které Sam (Jared Padalecki) a Dean (Jensen Ackles) vyšetřují „dům Lizzie Bordenové“, poté co je několik lidí zavražděno sekerou. Prvotně z vražd podezřívají ducha Lizzie Bordenové, ale ukáže se, že Lizzie není vražedkyně.
Události vražd a soudu s herci hrajícími osoby, které do nich byly zapojené, byly mnohokrát přehrány v řadě dokumentárních programů. V roce 1936 rádiový program Unsolved Mysteries (v překladu: Nevyřešené záhady) vysílal 15minutové dramatizace s názvem „The Lizzie Borden Case“, které prezentovaly možné scénáře jak mohly být vraždy spáchány tulákem během nepovedené loupeže, který poté utekl.
Televizní rekonstrukce zahrnují epizody pořadů: Biography, Second Verdict, History's Mysteries, Case Reopened (1999) a Dešifrované záhady (2019). Případ byl také částečně dramatizován v roce 2022 v epizodě podcastové série Lucy Worsley's Lady Killers na rádiu BBC Radio.